# 남종섭
남종섭(1966년 2월 10일 ~ )은 대한민국 경기도의회 의원이다.

## 학력
- 명지대학교 대학원 지방행정학과 석사과정 수료

## 경력
- 민주당 경기도당 지방자치위원회 부위원장
- 기흥호수살리기대책위원회 부위원장
- 2014.07 ~ 2018.06 : 제9대 경기도의회 의원
- 더불어민주당 중앙당 교육특별위원회 부위원장
- 2018.07 ~ 2022.06 : 제10대 경기도의회 의원
- 2022.07 ~ : 제11대 경기도의회 의원
- 2024.11 ~ : 더불어민주당 이재명 대표 국민소통특보단 시민소통특보

## 역대 선거 결과
|  | 54.04% |

|  | 70.88% |

|  | 53.60% |